# Château de Rochefort-en-Valdaine
Le château de Rochefort-en-Valdaine est un ancien château de terre de la fin du Xe ou du début du XIe siècle qui a fait place à un château de pierre au XIIe siècle et dont les ruines se dressent sur la commune de Rochefort-en-Valdaine dans le département de la Drôme et la région Auvergne-Rhône-Alpes. Il fut le chef-lieu du mandement de Rochefort attesté en 1138.
Le château en totalité (enceinte, donjon, logis, chapelle Saint-Blaise) fait l’objet d’une inscription au titre des monuments historiques par arrêté du 6 septembre 2001.

## Localisation
Les ruines du château de Rochefort-en-Valdaine sont situées dans le département français de la Drôme sur la commune de Rochefort-en-Valdaine.

## Historique
Les fortifications les plus anciennes dateraient de la fin du Xe ou du début du XIe siècle et vont être confortées durant plusieurs siècles ce qui donne au site une représentation de l'évolution de l'architecture castrale du XIe au XVIe siècle. Le site du château primitif était constitué de deux mottes distinctes. Le nouveau château est construit sur l'une d'elles avec sa tour rectangulaire datée des environs de 1223 et sa chapelle castrale.

## Description

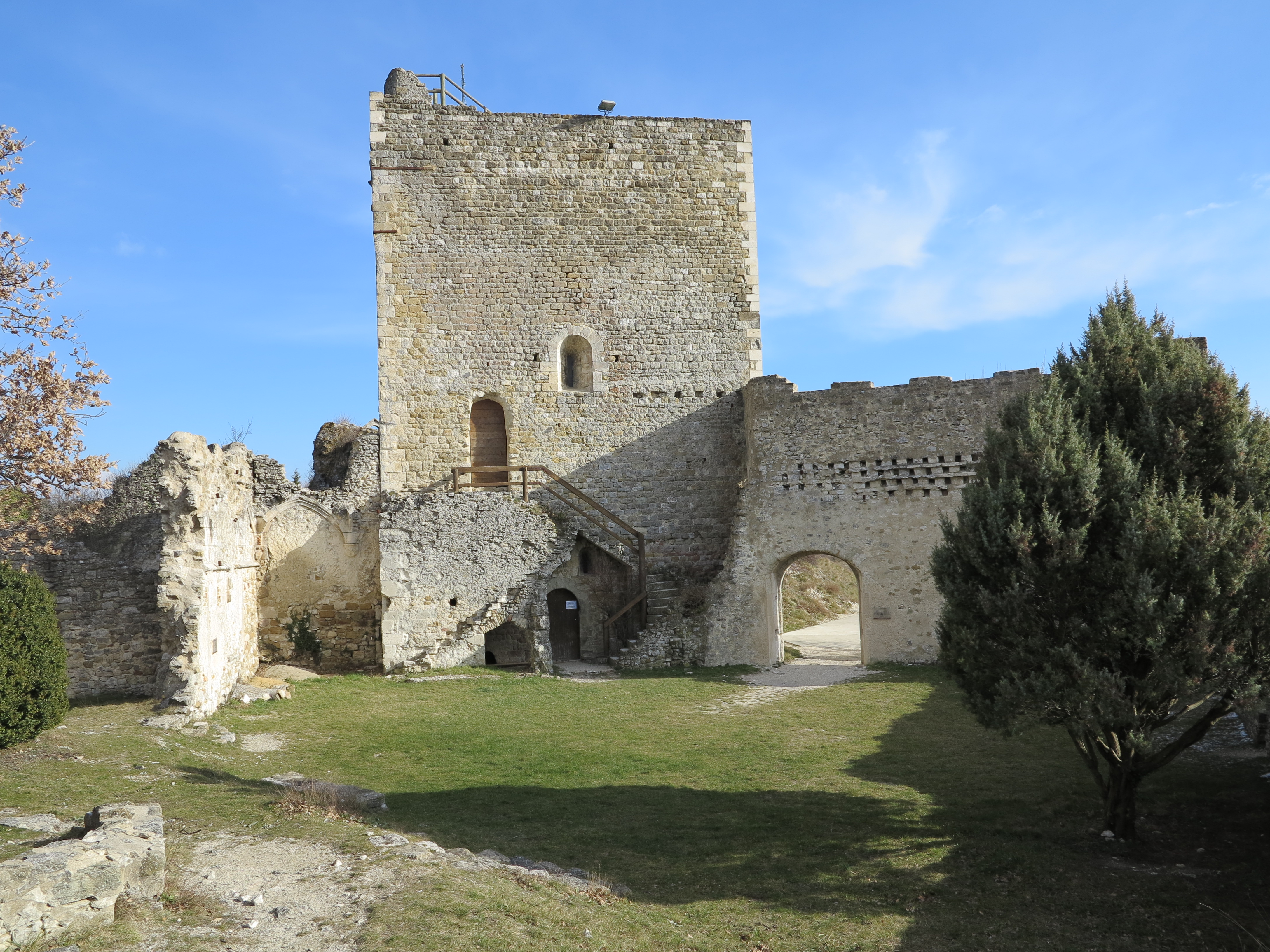
Donjon du château de Rochefort-en-Valdaine.

Le tertre à l'origine du premier château de terre fut en partie taillée dans le rocher. Le donjon a été construit dans le flanc ouest de la motte vers 1220. La partie haute de la tour accueillait les parties nobles tandis que la salle basse servait de réserve.
Le château de Rochefort-en-Valdaine est entouré d'une muraille reprise au XIVe siècle. Il est réoccupé et modernisé au XVIe siècle après un siècle d'abandon. Il est consolidé au XXe siècle par une association locale (l'ACROCH).
Le château accueille durant l'été des expositions ainsi qu'un centre de recherches sur les mottes castrales.